# TNSj
De TNSj (Russisch: ТНШ; Tankovyj Noedelman-Sjpitalnyj) was een Russisch snelvuurkanon die werd gebruikt ten tijde van de Tweede Wereldoorlog. De TNSj was doorontwikkeld uit het SjVAK-vliegtuigkanon.

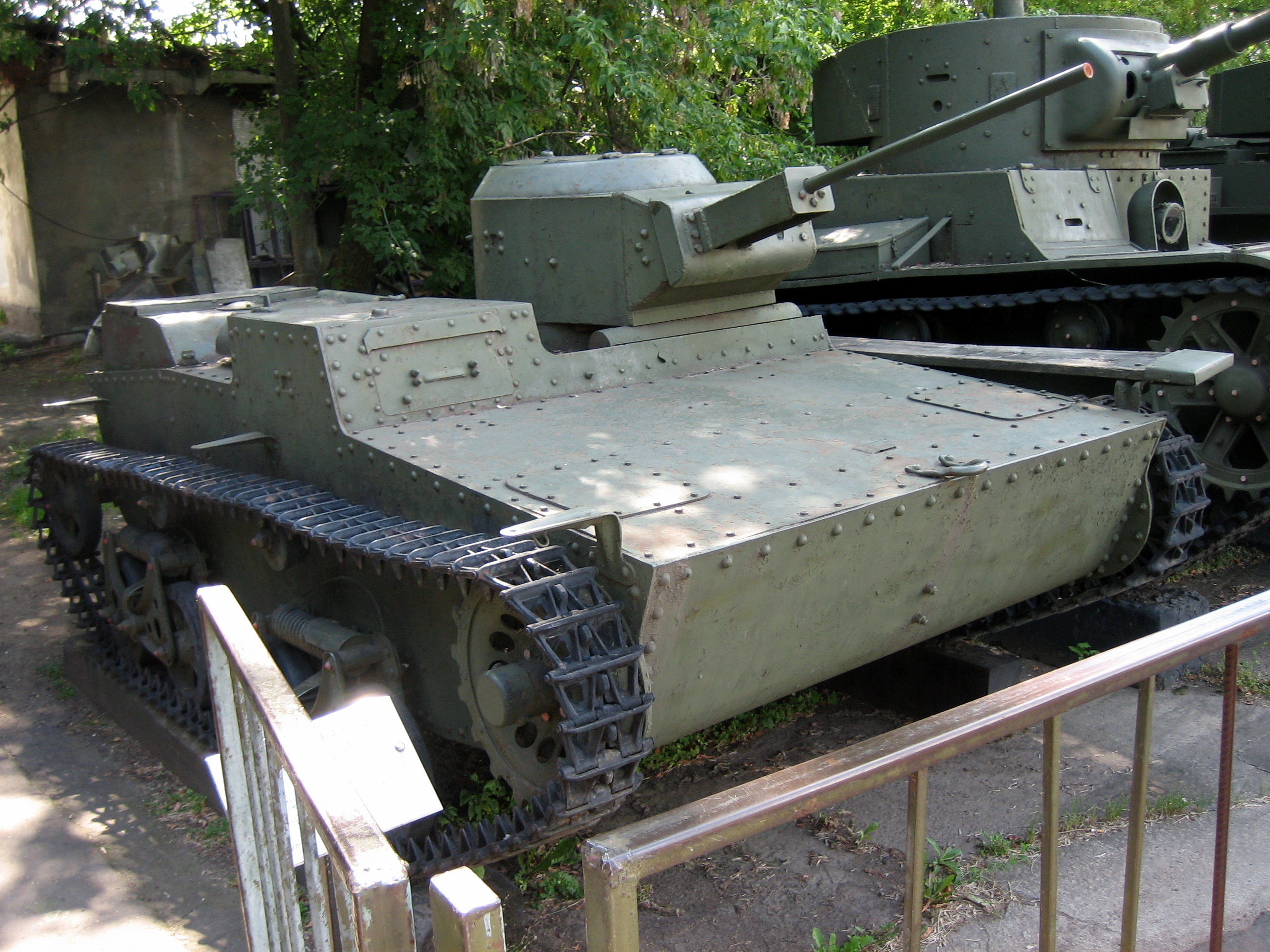
Een T-38 tank met TNSj-wapen